# Питър Брук
Питър Стивън Пол Брук, CH CBE (на английски: Peter Stephen Paul Brook) е английски театрален и филмов режисьор, знакова личност в британското театрално и филмово изкуство, носител на награди „Оби“, „Драма Деск“ и две награди „Тони“. През своята дълга творческа кариера, започнала през 1943, той поставя над 50 спектакъла и снима около десет игрални филма. Питър Брук е автор на няколко книги, в които размишлява върху законите и природата на театъра. В тях той търси „живия театър“, изчистен от фалша и шаблона. Изнасял е лекции в различни градове по света. Има изяви и като оперен режисьор.
Питър Брук е командор на Британската империя от 1965 г., рицар от Ордена на кавалерите на честта от 1998 г. офицер от 1995 г. и командор от 2013 г. на Ордена на почетния легион.

## Биография
Питър Брук е роден на 21 март 1925 в Лондон, Англия, в семейството на еврейски имигранти от Латвия. Баща му Саймън и майка му Айда се химици. Учи в Уестминстърския колеж и завършва Оксфордския университет.
През 1951 г. се жени за актрисата Наташа Пари и жевее с нея до смъртта ѝ през 2015 г. Те имат две деца – син и дъщеря.

## Кариера
Прави дебюта си като режисьор през 1945 в репертоарния театър в Бирмингам, след като е открит от Бари Джаксън. Режисира „Порочен кръг“ (1945) с Алек Гинес и „Опазената Венеция“ (1953) с Пол Скофилд и Джон Джилгад.
През 50-те години работи по много спектакли във Великобритания, в континентална Европа и САЩ. През 1962 се завръща в Стратфорд на Ейвън, където се включва в новооснованата Кралската Шекспирова трупа, където поставя „Крал Лир“ (1962), „Марат/Сад“ (1964), „Ние“ („US“, 1966), посветен на САЩ и Виетнамската война, и „Сън в лятна нощ“ (1971).
През 1970 заминава в Париж, където заедно с Мишелин Розан основава Международния център за театрални изследвания същата година, който представлявал ансамбъл от актьори, танцьори, музиканти и други изпълнители. С него Брук посещава различни страни в Африка и Азия. В центъра се развива изследователска работа върху основите и историческото развитие на световната драма.
Сред филмите, които Брук режисира, са „Просешка опера“ (1952) „Модерато Кантабиле“ (1960) с Жан-Пол Белмондо и Жана Моро, „Повелителят на мухите“ (1962), „Марат/Сад“ (1967), който филмира по своя собствен спектакъл и заснема през 1964, „Срещи със забележителни хора“ (1979) и „Махабхарата“ (1989) по едноименния индийски епос.
Оттогава насам Брук създава различни театрални творби като например версия на „Мъжът, който сбърка своята жена с една шапка“ (1994) на Оливър Сакс, „Дон Жуан“ (1998) на Моцарт и опростена версия на „Хамлет“ (2000). Премиерата на „Тиерно Бокар“, един от неговите последни спектакли, се състои в Европа през 2004, а в САЩ се играе за първи път през 2005 с партньорството на Колумбийския университет.
Творбите на Брук са повлияни от теориите за експерименталния театър на Йежи Гротовски, Бертолт Брехт, Всеволод Мейерхолд, от театъра на жестокостта на Антонен Арто и от мистика Георги Гурджиев.
Автор е на книгите „Празно пространство“ („Empty Space“, 1969), „Подвижната точка“ („The Shifting Point“, 1987) и „Отворената врата“ („The Open Door“, 1995).
Синът на Питър Брук, Симон Брук, също е режисьор. Той режисира „Близък портрет на Брук от Брук“, документален филм за своя баща.

## Избрана филмография
| Година | Филм                  | Оригинално заглавие |
| ------ | --------------------- | ------------------- |
| 1960   | Модерато кантабиле    | Moderato cantabile  |
| 1963   | Повелителят на мухите | Lord of the Flies   |
| 1967   | Марат/Сад             | Marat/Sade          |